# Bill's Tomato Game
Bill's Tomato Game (Juego de Bill tomate) es un videojuego de plataformas y puzle de 1992 para los ordenadores Atari ST y Amiga. 

## Resumen
El juego fue desarrollado y publicado por Psygnosis. La historia consiste que el jugador guíe a Terry el tomate en la «Vid de Sammy Squirrel» para rescatar a su novia de las garras de Tracey los villanos ardillas. La Vid se compone de 10 mundos de 10 niveles cada uno. Todos constan de numerosos obstáculos que el jugador tiene superar con la ayuda de varios artículos (por ejemplo, ventiladores o camas elásticas).
La razón que es llamado el videojuego como «Bill's Tomato Game» (como ya se mencionó el personaje principal se llama Terry) es porque ha sido diseñado y programado por Bill Pullan, aunque el manual indica que no es así. La obra de arte fue por Lee Carus-Westcott y la música era de Mike Clarke.
Una versión para Mega Drive  fue desarrollada por Software Tempest por Psygnosis.  A pesar de que el trabajo fue terminado para esta consola, por alguna razón el editor nunca lanzó el juego. Un cartucho inédito que es el prototipo de la versión de Mega Drive fue subastada en eBay en julio de 2009.

## Críticas
- Gamespy
- Angusm Archivado el 9 de febrero de 2012 en Wayback Machine.